# ايروسباسيال ماترا
ايروسباسيال ماترا (بالإنجليزية: Aérospatiale-Matra)‏ هي شركة فرنسية سابقة، كانت تعمل في صناعة الصواريخ والطائرات. تشكلت في عام 1999 من اندماج الشركات الفرنسية ايروسباسيال و ماترا هوت تكنولوجي .
كان عمر هذه الشركة قصير الأمد؛ ففي يوم 10 يوليو، 2000، اندمجت مع شركة دايملر كرايسلر الفضائية (داسا) (بالإنجليزية: DaimlerChrysler Aerospace AG (DASA))‏ الألمانيه وشركة كاسا(Construcciones Aeronáuticas SA) (CASA) الإسبانيه لتشكيل شركة إيادس (EADS).

## صواريخ ايروسباسيال ماترا
في عام 1996، أسست ماترا بالتعاون مع شركة بريتش ايروسبيس ديناميكس ماترا بي إيه إي ديناميكس كمجموعة لإنتاج الصواريخ، ومع ذلك، فإنها أبقت وحدة الصواريخ التابعة لها والمعروفة باسم ماترا للصواريخ نشطة، والتي أصبحت في عام 1999، تعرف باسم صواريخ ايروسباسيال ماترا (بالإنجليزية: Aérospatiale Matra Missiles (AMM))‏، وأخيرا EADS ايروسباسيال ماترا الصواريخ قبل أن تصبح جزءا من MBDA .